# Robert Livingston

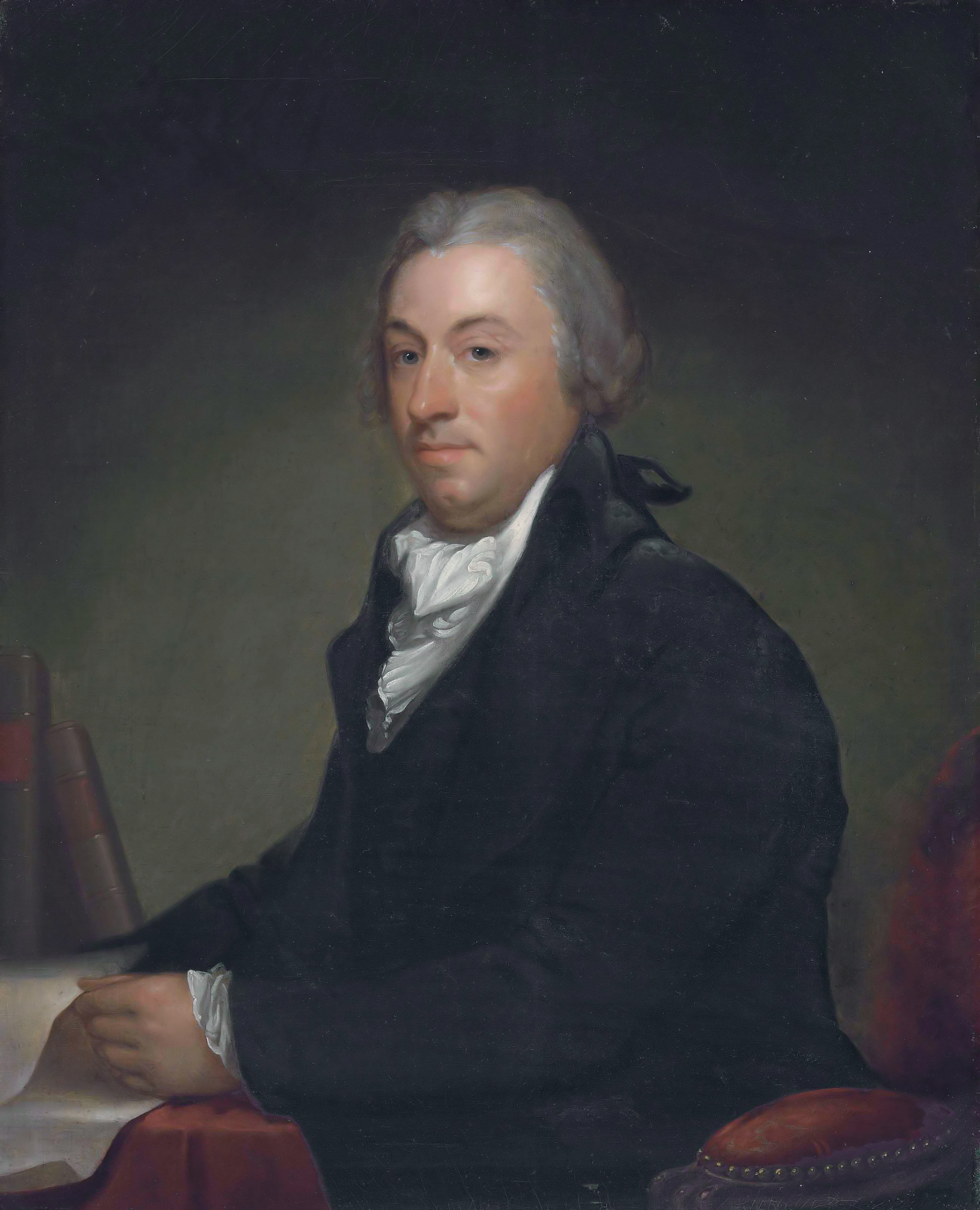
Robert R. Livingston

Robert R. Livingston (27 november 1746 - 26 februari 1813) was een Amerikaanse advocaat, politicus en diplomaat en een van de Founding Fathers van het land. Hij was lid van de Raad van vijf die de Amerikaanse Onafhankelijkheidsverklaring hebben opgesteld.
In 1789 nam hij George Washington de eed af toen deze de eerste president van de Verenigde Staten werd. In 1803 reisde hij samen met James Monroe naar Parijs om de Aankoop van Louisiana uit te onderhandelen, waardoor het grondgebied van de Verenigde Staten in 1804 dubbel zo groot zou worden.